# Rețeaua de drumuri europene

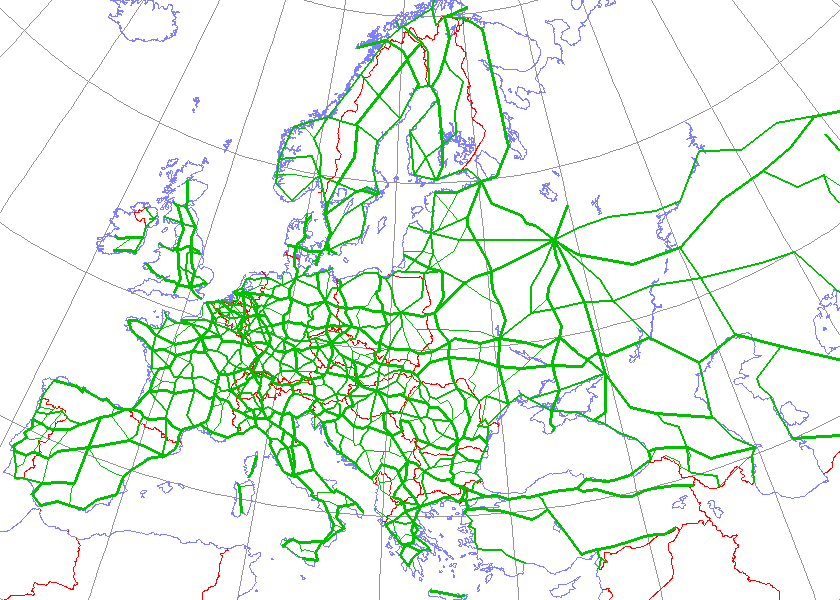
Rețeaua drumurilor europene suprapusă peste granițele din 1990.

Rețeaua de drumuri europene este un sistem de numerotare a șoselelor din Europa creat de Comisia Economică a Națiunilor Unite pentru Europa (United Nations Economic Commission for Europe, UNECE). Numerele sunt notate începând de la E1 în sus, iar drumurile poartă aceste numere indiferent de granițele țărilor pe care le traversează.
În majoritatea țărilor europene, drumurile europene poartă numerele cu E simultan cu un număr dat de autoritatea țării respective, dar în altele (de exemplu, Belgia, Olanda, Norvegia și Suedia), drumurile europene folosesc numai numerotarea de drum european.
Există sisteme asemănătoare și pe alte continente, cum ar fi: Autostrada Panamericană, Rețeaua transafricană de autostrăzi sau Rețeaua asiatică de autostrăzi.

## Istoric
UNECE s-a înființat în 1947, iar primul act emis cu scopul de a îmbunătăți infrastructura de transport a fost declarația numărul 1264 a ONU, intitulată Declarația de Construcție a Arterelor Principale pentru Traficul Internațional, și semnată la Geneva la 16 septembrie 1950, prin care s-a definit prima rețea de drumuri europene. Această declarație a fost schimbată de mai multe ori până la 15 noiembrie 1975, când a fost înlocuită de Acordul European privind Arterele Principale destinate Traficului Internațional, care a pus în funcțiune un sistem de numerotare a numerelor și standarde mai înalte pentru drumurile de pe listă. Acordul a fost revăzut mai tare ultima oară în 1992, dar a suferit și mici schimbări, ultima oară în 2008.

## Sistemul de numerotare
Sistemul de numerotare este împărțit după cum urmează:
1. Drumurile de referință și cele intermediare, numite drumuri de clasa A, au numere formate din două cifre. Ramurile lor, precum și drumurile de legătură între ele, denumite drumuri de clasa B, au numere de trei cifre.
2. De obicei:
  - Drumurile de referință pe direcția nord-sud au numere de două cifre care se termină în 5 și care cresc de la vest la est.
  - Drumurile de referință pe direcția est-vest au numere de două cifre care se termină în 0 și care cresc de la nord la sud.
  - Drumurile intermediare au numere de două cifre impare (nord-sud) sau pare (est-vest) aflate între numerele drumurilor de referință între care se află.
  - Drumurile de clasă B au numere de trei cifre, prima cifră fiind cea a celui mai apropiat drum de referință înspre nord, a doua fiind cea a celui mai apropiat drum de referință spre vest, iar a treia un număr de serie.
3. Drumurile de clasă A pe direcția nord-sud aflate la est de drumul E99 au numere impare de trei cifre de la 101 la 129. Alte reguli menționate la punctul 2 în paragraful de mai sus se aplică și acestor drumuri.
4. Drumurile de clasă B aflate la est de E101 au numere de 3 cifre începând cu 0, de la 001 la 099.

### Excepții
În prima versiune aprobată, numerele erau bine ordonate. De atunci, însă, s-au făcut unele excepții de la principiile de bază.
Două drumuri de clasa A, și anume E47 și E55, și-au păstrat numerele dinainte de 1992, respectiv E6 și E4 pe teritoriul Suediei și Norvegiei. Aceste excepții s-au făcut din pricina cheltuielilor excesive legate de resemnalizarea acestor drumuri lungi, împreună cu rețeaua de drumuri secundare din zonă, întrucât Suedia și Norvegia au integrat sistemul european de numerotare în rețeaua de drumuri naționale. Aceste drumuri, însă, au numerele noi în toate celelalte țări, începând cu Danemarca spre sud.
Alte excepții sunt E67, din Estonia până în Polonia (aflat de partea cealaltă a lui E75 și a lui E77), număr acordat în preajma anului 2000, deoarece era singurul număr disponibil; mare parte din E63 în Finlanda (se află pe partea cealaltă de E75) E8 în Finlanda (parțial de cealaltă parte a lui E12 după ce a fost prelungit în 2002) și E82 (în Spania și Portugalia, de cealaltă parte a lui E80). Aceste neregularități există doar pentru că era prea greu să se păstreze ordinea odată cu extinderea rețelei, iar UNECE a dorit să evite schimbarea nenecesară a numerelor drumurilor.
Întrucât Albania nu a vrut să participe la tratatele internaționale timp îndelungat, ea a fost scoasă din schema de numerotare, E65 și E90 ocolind larg această țară. În anii 1990, Albania s-a deschis pentru restul Europei, dar a ratificat Acordul European privind Arterele Principale destinate Traficului Internațional abia în august 2006, iar integrarea sa cu rețeaua drumurilor europene este foarte restrânsă.

## Semnalizare
Drumurile europene se semnalizează cu numărul trecut cu alb pe fond verde.

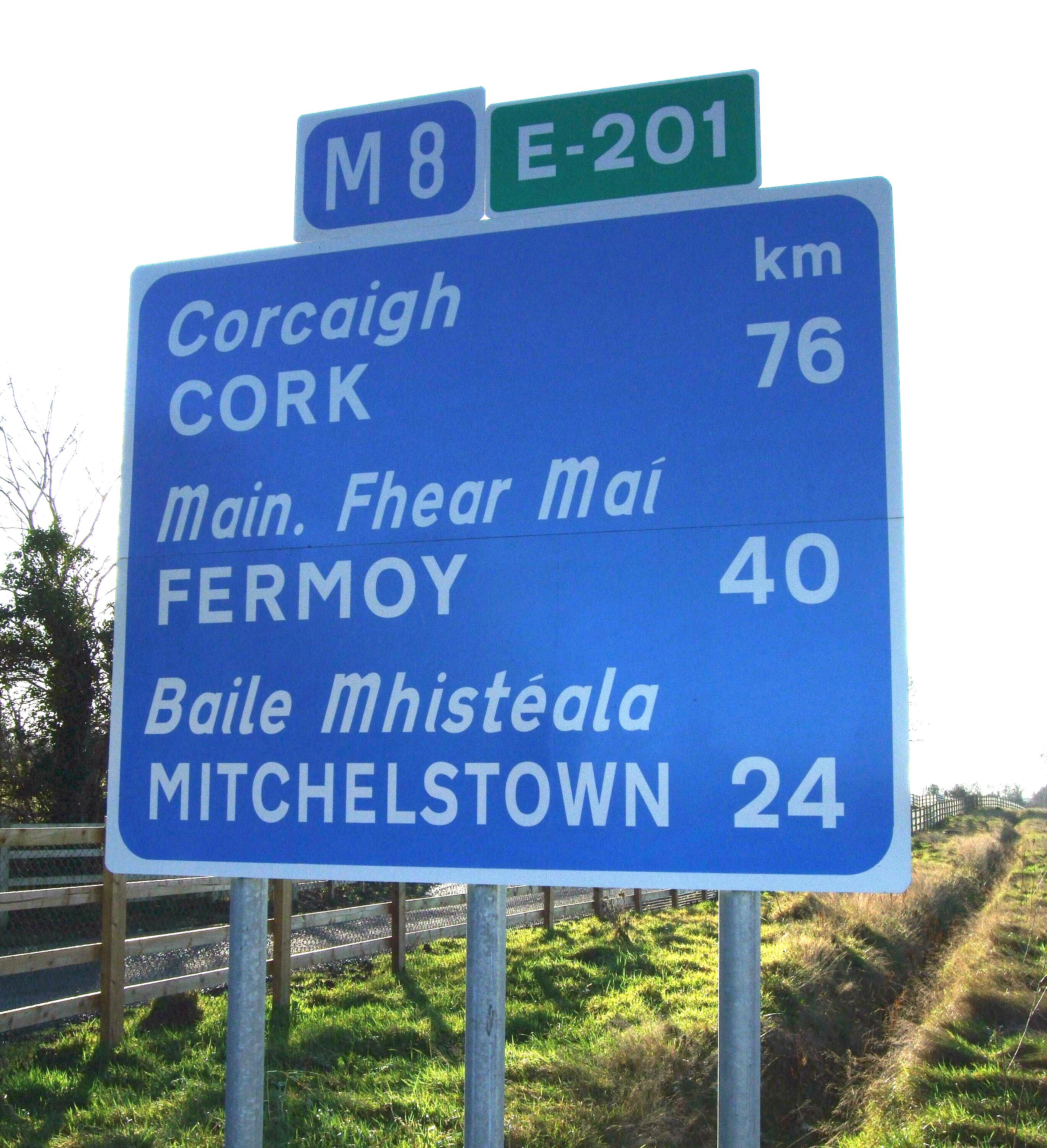
Semn pe E201 în Irlanda.

Există strategii diferite de la țară la țară pentru frecvența prezenței semnelor de drum european pe aceste drumuri.
- Suedia, Norvegia și Danemarca și-au integrat numerele de drum european în rețelele lor naționale, iar drumurile nu au alte numere.
- În Belgia, numerele de drum european sunt asociate cu autostrăzile: pentru acestea, se folosește doar numărul de drum european, iar pentru celelalte drumuri se folosește doar numărul de drum național. Un principiu asemănător se folosește în Serbia.
- În majoritatea țărilor, drumurile europene formează o rețea suprapusă peste cea a drumurilor naționale. Semnele verzi sunt suficient de frecvente pentru a arăta cum se urmează drumurile, dar de regulă nu arată cum se ajunge la ele.
- În unele țări, cum ar fi Croația, drumurile europene sunt semnalizate cum trebuie, dar uneori urmează vechile drumuri naționale în locul autostrăzilor mai noi.
- În unele țări, cum ar fi Germania și Italia, drumurile europene sunt slab semnalizate, urmarea lor fiind dificilă. Șoferii trebuie să urmeze drumurile după numerele acestor țări.
- În Irlanda, semnalizarea drumurilor europene este foarte restrânsă. În iulie 2007, s-a dat în folosință centura orașului Gorey, denumită N11, împreună cu unele semne mici care arată că drumul este E01, acesta fiind primul drum astfel semnalizat din țară. De atunci, unele autostrăzi noi au fost mai bine semnalizate.
- În câteva țări, cum ar fi Regatul Unit, drumurile europene nu sunt deloc semnalizate ca atare.

## Standarde pentru proiectarea drumurilor europene
S-au definit câteva condiții pe care un drum european trebuie să le îndeplinească:
- Zonele locuite trebuie să fie ocolite pe cât posibil, dacă ele constituie un pericol sau o piedică pentru circulație.

- Drumurile trebuie să fie de preferat autostrăzi sau drumuri expres.

- Ele trebuie să fie omogene și să fie proiectate pentru viteze de cel puțin 80 km/h (în cazuri cu totul excepționale 60 km/h); autostrăzile pentru cel puțin 100 km/h.

- Pantele trebuie să nu fie peste 8% pe drumurile cu viteze de 60 km/h, scăzând la cel mult 4% pe drumuri gândite pentru trafic la viteza de 120 km/h.

- Razele curbelor trebuie să nu depășească 120 m pe drumurile cu viteze de 60 km/h până la 1000 m pe drumuri proiectate pentru 140 km/h.

- Vizibilitatea trebuie să fie de cel puțin 70 m pe drumurile gândite pentru 60 km/h, până la 300 m pe drumurile pentru 140 km/h.

- Lățimea benzii trebuie să fie de cel puțin 3,5 m pe părțile drepte de drum.

- Se recomandă ca zona laterală să fie de cel puțin 2,5 m pe drumurile obișnuite și de 3,25 m pe autostrăzi.

- Zona de separație între sensuri pe autostrăzi trebuie să fie de cel puțin 3 m sau să existe un parapet între sensuri.

- Drumul trebuie să permită traficul autovehiculelor cu înălțime maximă de cel puțin 4,5 m.

- Trecerile la nivel cu calea ferată trebuie să fie la nivel diferit.

Aceste standarde trebuie să fie respectate la construcția drumurilor.
Aceste cerințe nu au fost respectate la drumul european E85 care trece prin București, în zona pasajului Unirii. Pasajul nu respecta condiția înalțimii minime de trecere de 4,5 metri, Cu avizul primăriei de sector, înalțimea la trecerea prin pasaj este de numai 3,5 metri.
Când s-au adăugat noi drumuri europene, însă, cerințele acestea nu au fost respectate cu strictețe. De exemplu, E45 din Suedia, inclus în rețea în 2006, are părți lungi cu lățime totală de 6 m, iar E22 din Europa de Est are restricții de viteză de 30 km/h prin localități. E10 din Norvegia are zone unde lățimea este de 5 m, iar în Asia Centrală unele drumuri europene nu sunt asfaltate.

## Lista drumurilor europene

### Drumuri Clasa A

Drumul european. Acest indicator este folosit pe E 40.

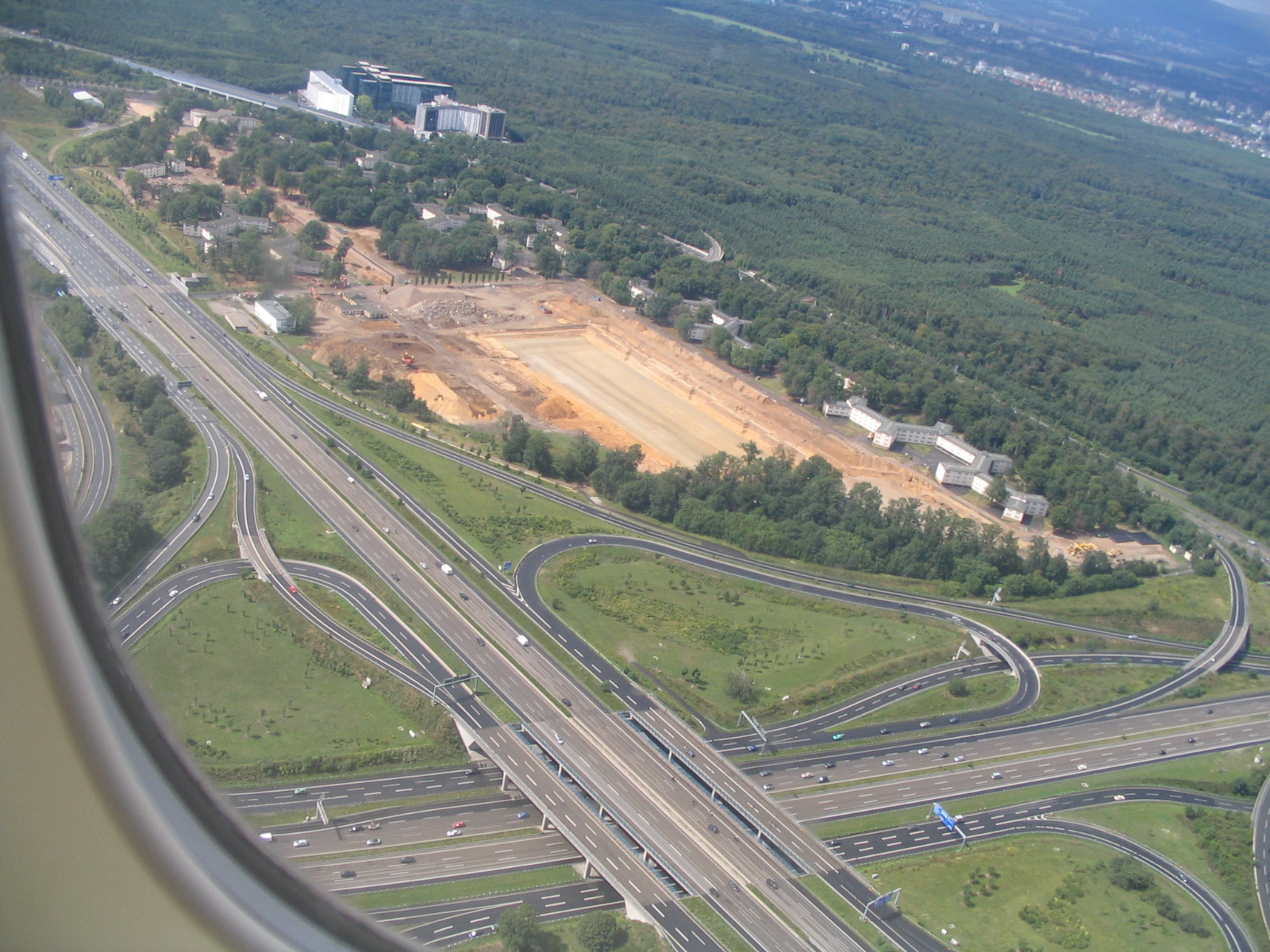
Intersecția între E 42 și E 451 de lângă Aerportul International Frankfurt

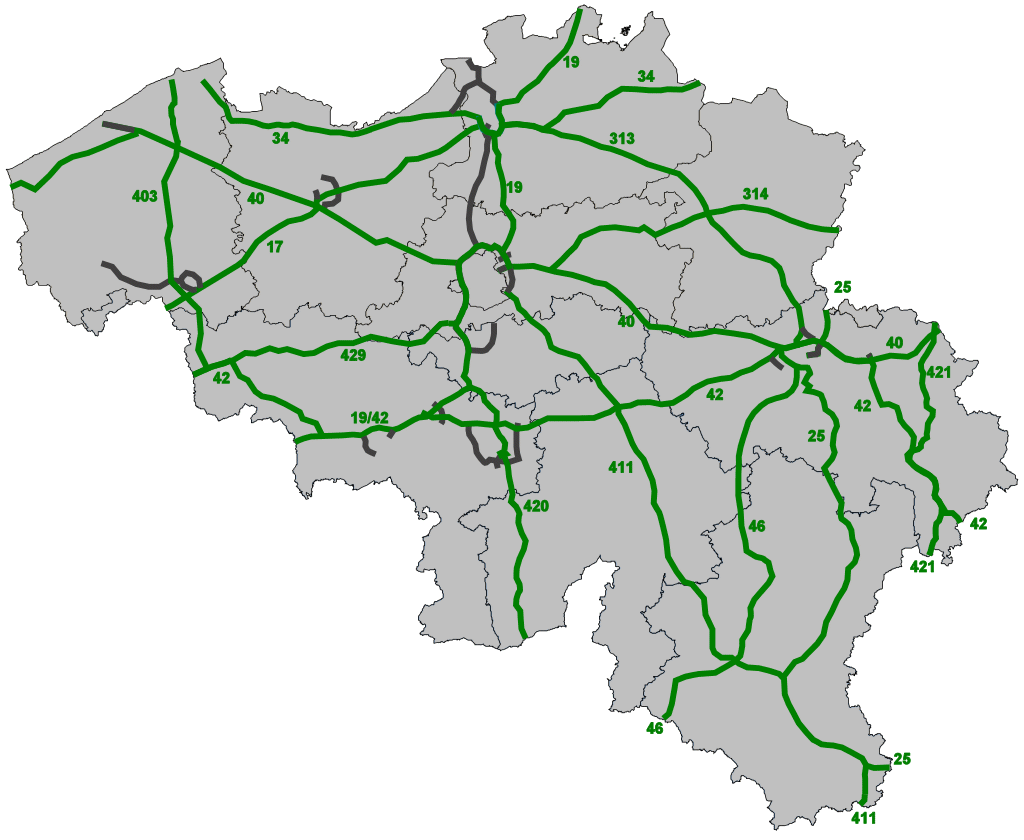
Rețeaua de drumuri europene în Belgia

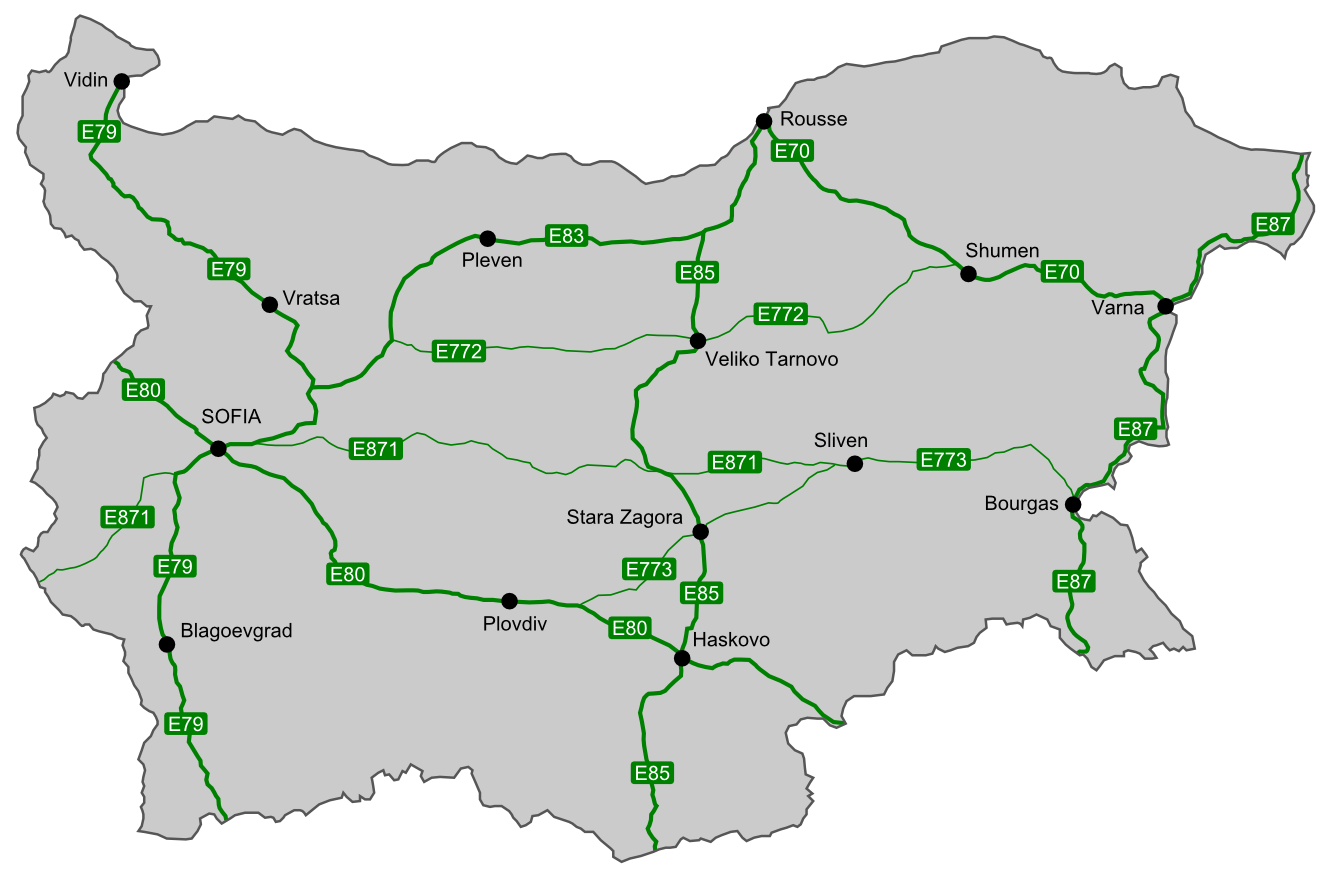
Rețeaua de drumuri europene în Bulgaria

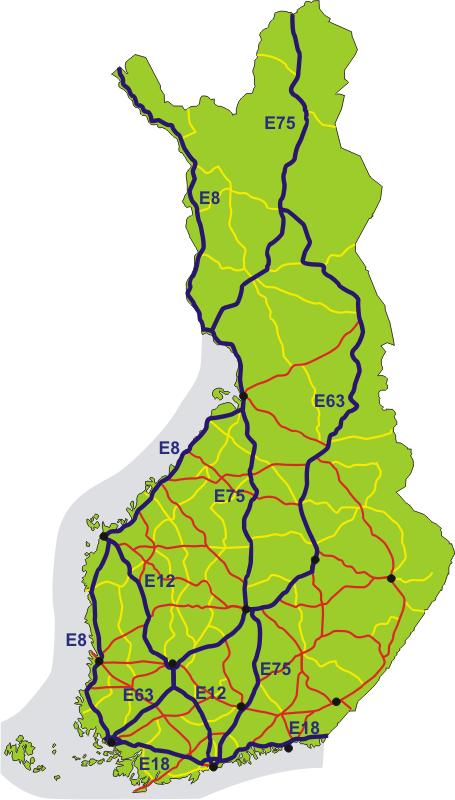
Rețeaua de drumuri europene în Finlanda

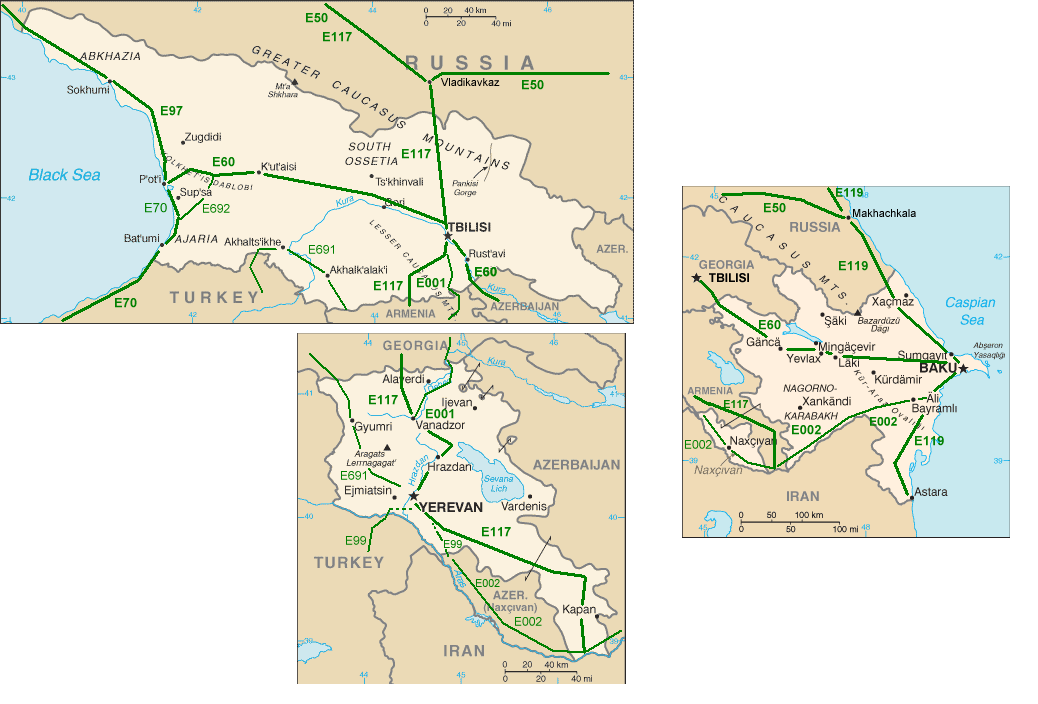
Rețeaua de drumuri europene în Georgia, Armenia, Azerbaijan

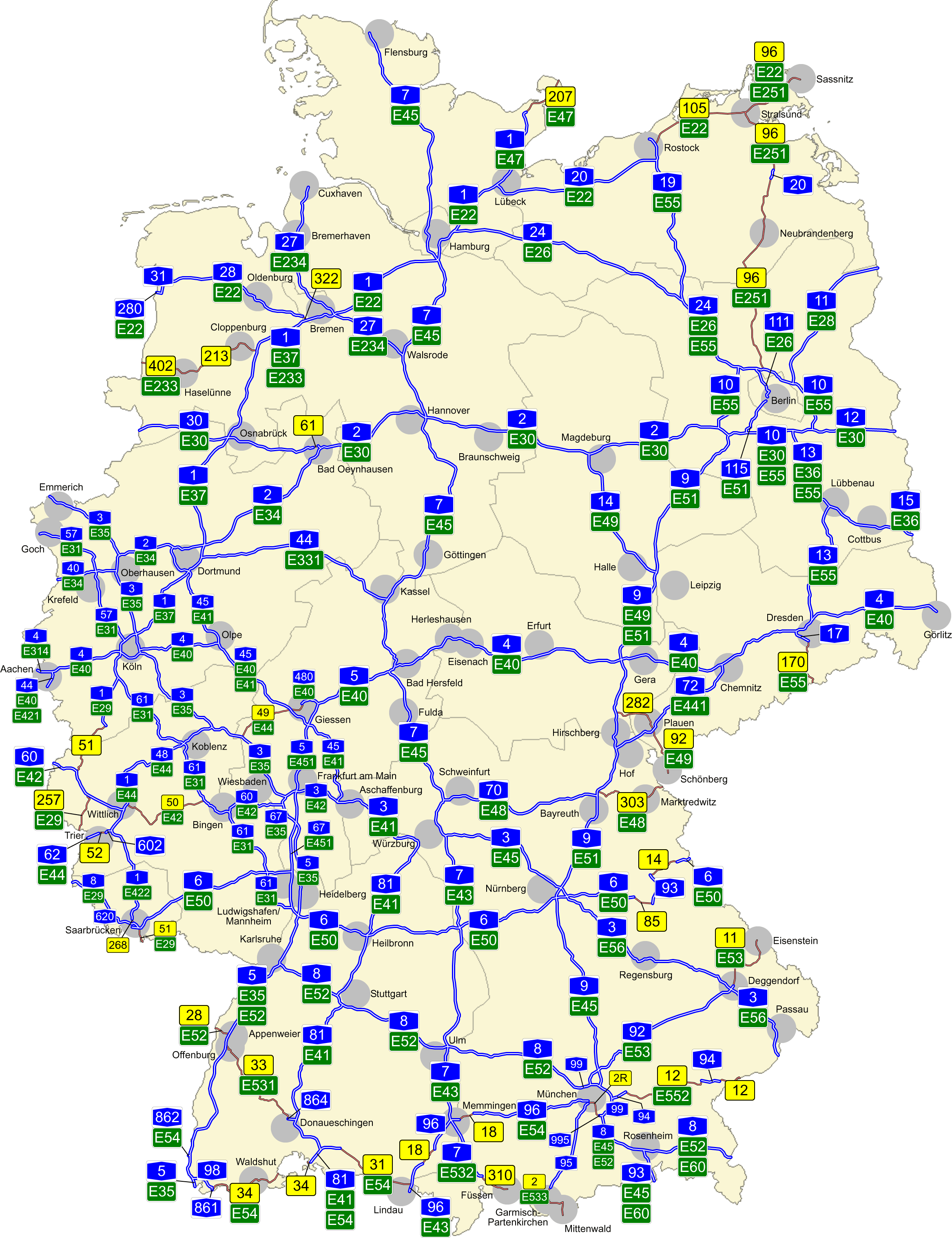
Rețeaua de drumuri europene în Germania

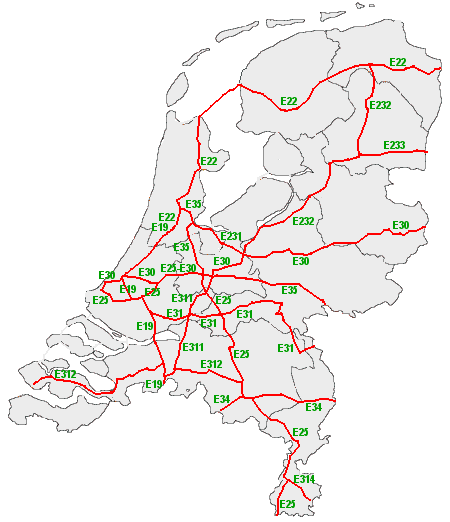
Rețeaua de drumuri europene în Olanda

Rețeaua de drumuri europene în Polonia

Rețeaua de drumuri europene în România

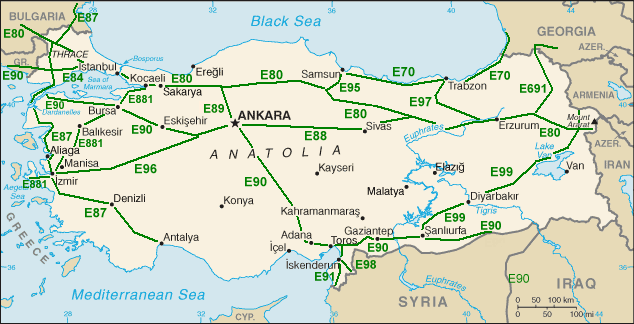
Rețeaua de drumuri europene în Turcia

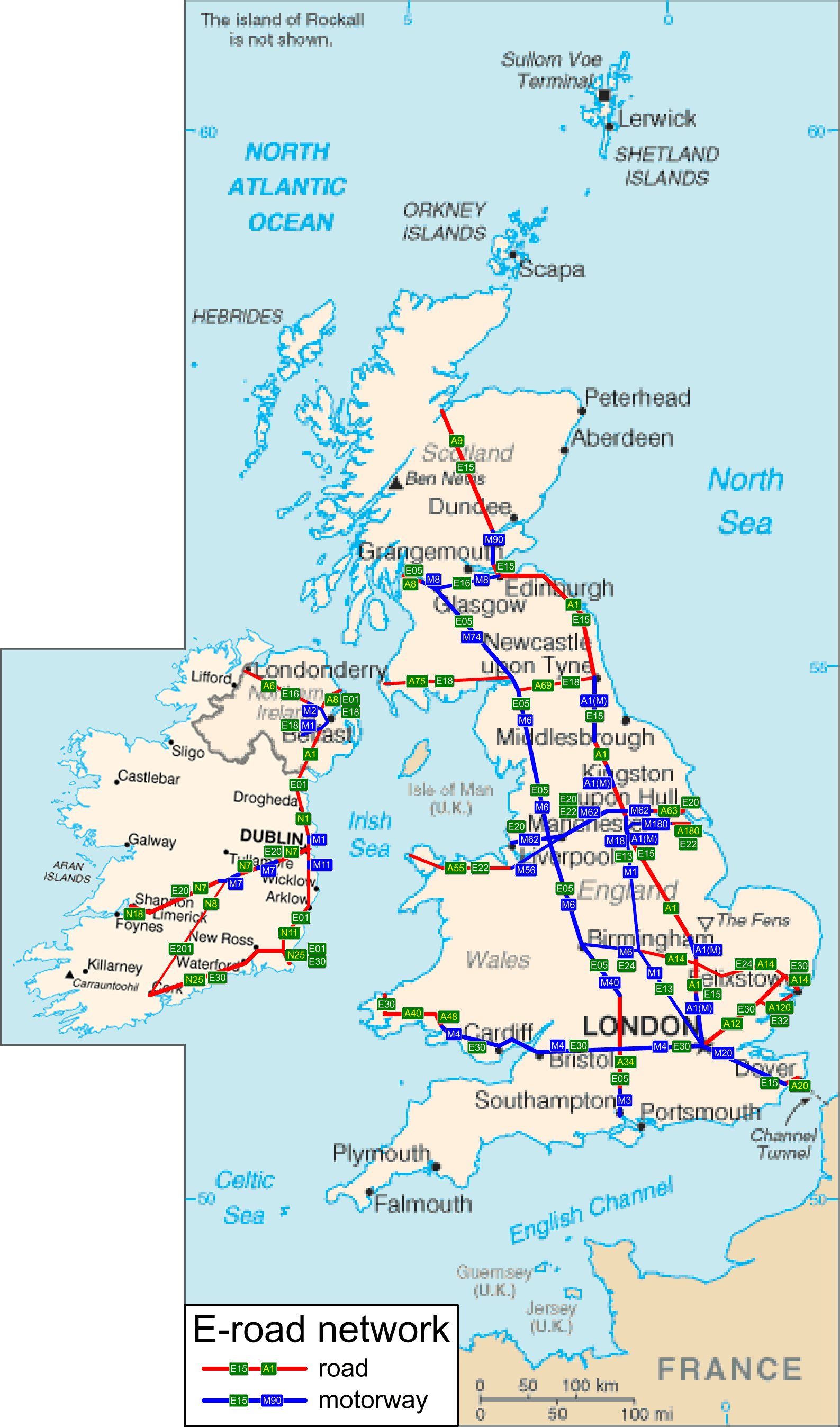
Rețeaua de drumuri europene în Regatul Unit și în Irlanda

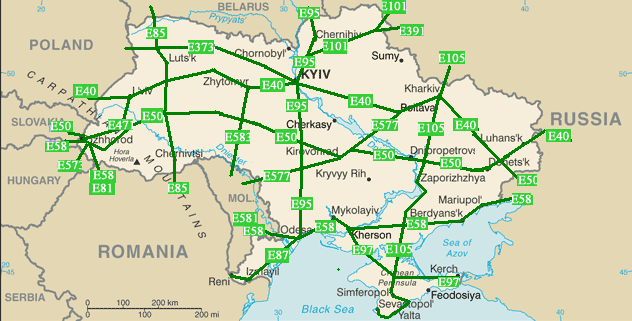
Rețeaua de drumuri europene în Ucraina

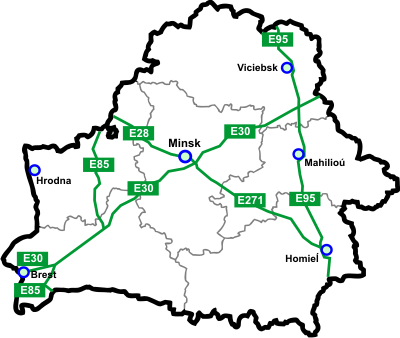
Rețeaua de drumuri europene în Belarus

#### Drumuri nord-sud
- E 05 – 2960 km (1850 mile): Greenock – Glasgow – Preston – Birmingham – Southampton … Le Havre – Paris – Orléans – Bordeaux – San Sebastián – Madrid – Sevillia – Algeciras

- E 15 - 3590 km (2244 mile): Inverness – Perth – Edinburgh – Newcastle – Londra – Folkestone – Dover … Calais – Paris – Lyon – Orange – Narbonne – Girona – Barcelona – Tarragona – Castellón de la Plana – Valencia – Alicante – Murcia – Almería – Málaga – Algeciras

- E 25 - 1830 km (1144 mile): Hoek van Holland – Rotterdam – Eindhoven – Maastricht – Liège – Bastogne – Arlon – Luxemburg – Metz – Saint-Avold – Strasbourg – Mulhouse – Basel – Olten – Berna – Lausanne – Geneva – Mont Blanc – Aosta – Ivrea – Vercelli – Alessandria – Genova … Bastia – Porto Vecchio – Bonifacio … Porto Torres – Sassari – Cagliari … Palermo

- E 35 – 1660 km (1038 mile): Amsterdam – Utrecht – Arnhem – Emmerich – Oberhausen – Köln – Frankfurt am Main – Heidelberg – Karlsruhe – Offenburg – Basel – Olten – Lucerna – Altdorf – San Gottardo – Bellinzona – Lugano – Chiasso – Como – Milano – Piacenza – Parma – Modena – Florența – Roma

- E 45 - 4920 km (3075 mile): Karesuando - Arvidsjaur - Östersund - Mora - Säffle - Göteborg … Frederikshavn – Aalborg – Århus – Vejle – Kolding – Frøslev – Flensburg – Hamburg – Hanover – Göttingen – Kassel – Fulda – Würzburg – Nürnberg – München – Rosenheim – Wörgl – Innsbruck – Brenner – Fortezza – Bolzano – Trento – Verona – Modena – Bologna – Cesena – Perugia – Fiano Romano – Napoli – Salerno – Sicignano – Cosenza – Villa San Giovanni … Messina – Catania – Siracusa – Gela *E 55 - 2920 km (1825 mile): Helsingborg … Helsingør – Copenhaga – Køge – Vordingborg – Farø – Nykøbing Falster – Gedser … Rostock – Berlin – Lübbenau – Dresden – Teplice – Praga – Tábor – Linz – Salzburg – Villach – Tarvisio – Udine – Palmanova – Mestre – Ravenna – Cesena – Rimini – Fano – Ancona – Pescara – Canosa – Bari – Brindisi … Igoumenitsa – Preveza – Rhion – Patrai – Pyrgos – Kalamáta (See also E 4 below.)

- E 65 - 3800 km (2375 mile): Malmö – Ystad … Świnoujście – Wolin – Goleniów – Szczecin – Gorzów Wielkopolski – Świebodzin – Zielona Góra – Legnica – Jelenia Góra – Harrachov – Železný Brod – Turnov – Mladá Boleslav – Praga – Jihlava – Brno – Bratislava – Rajka – Csorna – Szombathely – Zalaegerszeg – Nagykanizsa – Letenye – Zagreb – Karlovac – Rijeka – Split – Dubrovnik – Petrovac – Podgorica – Bijelo Polje – Skopje – Kicevo – Ohrid - Bitola – Niki – Vevi – Kozani – Larissa – Domokos – Lamia – Brallos – Itea – Antirrion … Rhion – Egion – Korinthos – Tripoli – Kalamata … Kissamos – Chaniá

- E 75 - 4340 km (2713 mile): Vardø – Vadsø – Varangerbotn – Utsjoki – Inari – Ivalo – Sodankylä – Rovaniemi – Kemi – Oulu – Jyväskylä – Heinola – Lahti – Helsinki … Gdańsk – Świecie – Łódź – Piotrków Trybunalski – Katowice – Žilina – Bratislava – Győr – Budapesta – Szeged – Subotica - Novi Sad - Belgrad – Niš – Kumanovo – Skopje – Veles - Gevgelija – Evzoni - Salonic – Katerini - Larissa – Lamia – Atena … Chaniá – Iraklion – Agios Nikolaos – Sitía

- E 85 - 2300 km (1438 mile): Klaipėda – Kaunas – Vilnius – Lida – Slonim – Kobrin – Dubno — Tarnopol' — Chernivtsi —Siret – Suceava – Roman – Urziceni – București – Giurgiu – Rousse – Byala – Veliko Tarnovo – Stara Zagora – Haskovo – Svilengrad – Ormenio – Kastanies – Didymoteicho – Alexandroupolis

- E 95 - 1790 km (1119 mile): Sankt Petersburg – Pskov – Gomel – Kiev – Odessa … Samsun – Merzifon

- E 101 - 850 km (531 mile): Moscova – Kaluga – Breansk – Glukhov – Kiev
- E 105 - 3770 km (2356 mile): Kirkenes – Murmansk – Petrozavodsk – Sankt Petersburg – Moscova – Orel – Kharkiv – Simferopol – Alushta – Yalta

- E 115 - 1730 km (1081 mile): Yaroslavl – Moscova – Voronezh – Novorossiysk

- E 117 - 1050 km (656 mile): Mineralnye Vody – Nalchik – Vladikavkaz – Tbilisi – Erevan – Goris – Megri

- E 119 - 2630 km (1644 mile): Moscova – Tambov – Povorino – Volgograd – Astrakhan – Makhachkala – Kuba – Baku – Alyat – Astara

- E 121 - 2700 km (1688 mile): Samara – Uralsk – Atîrau – Beineu – Shetpe – Zhetybai – Fetisovo – Bekdash – Türkmenbașy – Gyzylarbat – Border of the Islamic Republic of Iran

- E 123 - 2840 km (1775 mile): Chelyabinsk – Kostanai – Esil – Derzhavinsk – Arkalyk – Zhezkazgan – Kîzîlorda – Șîmkent – Tashkent – Ayni – Dushanbe – Nizhniy Panj

- E 125 - 2600 km (1625 mile): Ishim – Astana – Karagandî – Balkhash – Burubaytal – Almatî – Bishkek – Naryn – Torugart

- E 127 - 1330 km (831 mile): Omsk – Pavlodar – Semey – Georgiyevka – Maikapshagai

#### Drumuri vest-est
- E 10 - 880 km (550 mile): Å – Svolvær … Melbu – Sortland – Lødingen – Evenes – Narvik – Kiruna – Töre – Luleå

- E 20 - 1880 km (1175 mile): Shannon – Limerick – Dublin … Liverpool – Manchester – Kingston upon Hull … Esbjerg – Copenhaga – Malmö – Helsingborg – Halmstad – Göteborg – Örebro – Stockholm … Tallinn – Narva – Sankt Petersburg

- E 30 - 6050 km (3781 mile): Cork – Waterford – Wexford – Rosslare … Fishguard – Swansea – Bridgend - Cardiff – Newport – Bristol – Londra – Colchester – Ipswich – Felixstowe … Hoek van Holland – Haga – Gouda – Utrecht – Amersfoort – Oldenzaal – Osnabrück – Bad Oeynhausen – Hanover – Braunschweig – Magdeburg – Berlin – Świebodzin – Poznań – Varșovia – Brest – Minsk – Smolensk – Moscova – Ryazan – Penza – Samara – Ufa – Chelyabinsk – Kurgan – Ishim – Omsk

- E 40 - 8500 km (5313 mile): Calais – Bruges – Gent – Bruxelles – Leuven - Liège – Aachen – Köln – Olpe – Wetzlar – Gießen - Bad Hersfeld - Eisenach – Erfurt – Gera – Chemnitz – Dresden – Görlitz – Legnica – Wrocław – Opole – Gliwice – Zabrze - Katowice - Kraków – Przemyśl – Lviv – Rivne – Zhytomyr – Kiev – Kharkiv – Luhansk – Volgograd – Astrakhan – Atîrau – Beineu – Kungrad – Nukus – Dașoguz – Buchara – Navoi – Samarkand – Jizzakh – Tashkent – Șîmkent – Zhambyl – Bishkek – Almatî – Sary-Ozek – Taldîkorgan – Ucharal – Taskesken – Ayaguz – Georgiyevska – Öskemen – Ridder

- E 50 - 5100 km (3188 mile): Brest – Rennes – Le Mans – Paris – Reims – Metz – Saarbrücken – Mannheim – Heilbronn – Nürnberg – Rozvadov – Plzeň – Praga – Jihlava – Brno – Trenčín – Prešov – Košice – Vyšné Nemecké – Uzhhorod – Mukacheve – Stryj – Tarnopol – Khmelnytskyi – Vinnytsia – Uman – Kirovohrad – Dnipropetrovsk – Donetsk – Rostov-na-Donu – Armavir – Mineralnye Vody – Makhachkala...also known as "Via Caroli"

- E 60 - 6200 km (3875 mile): Brest – Lorient – Vannes – Nantes – Angers – Tours – Orléans – Montargis – Auxerre – Beaune – Dole – Besançon – Belfort – Mulhouse – Basel – Zürich – Winterthur – St. Gallen – St. Margrethen – Bregenz – Feldkirch – Landeck – Telfs – Innsbruck – Lauterach – Feldkirch – Imst – Innsbruck – Wörgl – Rosenheim – Bad Reichenhall – Salzburg – Sattledt – Linz – Sankt Pölten – Viena – Nickelsdorf – Mosonmagyaróvár – Budapesta – Szolnok – Püspökladány – Oradea – Cluj-Napoca – Turda – Târgu Mureș – Brașov – Ploiești – București – Urziceni – Slobozia – Hârșova – Constanța - Agigea … Poti – Samtredia – Khashuri – Tbilisi – Ganca – Evlak – Baku … Türkmenbașy – Gyzylarbat – Ashgabat – Tedjen – Mary – Chardzhu – Alat – Buchara – Karshi – Guzai – Sherobod – Termis – Dushanbe – Jirgatal – Sary Tash – Irkeshtam

- E 70 - 4550 km (2813 mile): A Coruña – Bilbao – San Sebastián – Bordeaux – Clermont-Ferrand – Lyon – Chambéry – Susa – Turin – Alessandria – Tortona – Brescia – Verona – Mestre – Palmanova – Trieste – Postojna – Ljubljana – Zagreb – Slavonski Brod – Belgrad – Vršac – Timișoara – Drobeta-Turnu Severin – Craiova – Alexandria – București – Giurgiu – Rousse – Razgrad – Shumen – Varna … Samsun – Ordu – Giresun – Trabzon – Batumi – Poti

- E 80 - 5600 km (3500 mile): Lisabona – Valladolid – San Sebastián – Toulouse – Nice – Genova – Roma – Pescara … Dubrovnik – Podgorica - Priština – Niš - Sofia – Plovdiv - İstanbul – İzmit – Gerede – Amasya – Erzurum – Gürbulak – Iran

- E 90 – 4770 km (2981 mile): Lisabona – Madrid – Barcelona … Mazara del Vallo – Palermo – Buonfornello – Messina … Reggio di Calabria – Metaponto – Taranto – Brindisi … Igoumenitsa – Ioannina - Kozani – Salonic – Alexandroupolis – Gelibolu … Lapseki – Bursa – Ankara – Adana – Nusaybin – Habur – Irak

#### Intermediare nord-sud
- E 01 - 1460 km (913 mile): Larne – Belfast – Dublin – Rosslare … A Coruña – Pontevedra – Valença – Oporto - Lisabona - Albufeira - Castro Marim – Huelva – Sevilla

- E 03 - 470 km (294 mile): Cherbourg-Octeville – La Rochelle

- E 07 – 250 km (156 mile): Pau – Jaca – Zaragoza

- E 09 – 967 km (601 mile): Orléans – Toulouse – Barcelona

- E 11 – 540 km (338 mile): Vierzon – Montluçon – Clermont-Ferrand – Montpellier

- E 13 – 230 km (144 mile): Doncaster – Sheffield – Nottingham – Leicester – Northampton – Londra

- E 17 – 670 km (419 mile): Antwerpen – Beaune

- E 19 – 520 km (325 mile): Amsterdam – Bruxelles – Paris

- E 21 – 540 km (338 mile): Metz – Geneva

- E 23 – 390 km (244 mile): Metz – Lausanne

- E 27 – 350 km (219 mile): Belfort – Berna – Martigny – Aosta

- E 29 – 290 km (181 mile): Köln – Sarreguemines – E 25 (către Strasbourg)

- E 31 – 520 km (325 mile) - Rotterdam – Ludwigshafen

- E 33 – 100 km (62.5 mile): Parma – La Spezia

- E 37 – 290 km (181 mile): Bremen – Köln

- E 39 – 1330 km (831 mile): Trondheim – Orkanger – Vinjeøra – Halsa – Straumsnes – Krifast – Batnfjordsøra – Molde … Vestnes – Skodje – Ålesund – Volda – Nordfjordeid … Sandane – Førde – Lavik … Instefjord – Knarvik – Bergen – Os … Stord – Sveio – Aksdal – Bokn … Rennesøy – Randaberg – Stavanger – Sandnes – Helleland – Flekkefjord – Lyngdal – Mandal – Kristiansand … Hirtshals – Hjørring – Nørresundby – Ålborg

- E 41 – 760 km (475 mile): Dortmund – Wetzlar – Aschaffenburg – Würzburg – Stuttgart – Schaffhausen – Winterthur – Zürich – Altdorf

- E 43 – 510 km (319 mile): Würzburg – Ulm – Lindau – Bregenz – St. Margrethen – Buchs – Chur – San Bernardino – Bellinzona

- E 47 – 290 km (181 mile): Helsingborg … Helsingør – Copenhaga – Køge – Vordingborg – Farø – Rødby … Puttgarden – Oldenburg – Lübeck

- E 49 – 740 km (463 mile): Magdeburg – Halle – Plauen – Schönberg – Vojtanov – Cheb - Karlovy Vary – Plzeň – České Budějovice – Halámky – Viena

- E 51 – 410 km (256 mile): Berlin – Leipzig – Gera – Hirschberg – Hof – Bayreuth – Nürnberg

- E 53 – 270 km (169 mile): Plzeň – Bayerisch Eisenstein – Deggendorf – München

- E 57 – 380 km (238 mile): Sattledt – Liezen – St. Michael – Graz – Maribor – Ljubljana

- E 59 – 660 km (413 mile): Praga – Jihlava – Viena – Graz – Spielfeld – Maribor – Zagreb

- E 61 – 240 km (150 mile): Villach – Karavanke Tunnel – Naklo – Ljubljana – Trieste – Rijeka

- E 63 – 1110 km (694 mile): Sodankylä – Kemijärvi - Posio – Kuusamo – Kajaani – Iisalmi – Kuopio – Jyväskylä – Tampere – Turku

- E 67 – 1630 km (1019 mile): Helsinki … Tallinn – Riga – Kaunas – Varșovia – Piotrków Trybunalski – Wrocław – Kłodzko – Kudowa Zdrój – Náchod – Hradec Králové – Praga; Via Baltica

- E 69 – 130 km (81 mile): Nordkapp(North Cape) – Olderfjord

- E 71 – 970 km (606 mile): Košice – Miskolc – Budapesta – Balatonaliga – Nagykanizsa – Zagreb – Karlovac – Knin – Split

- E 73 – 710 km (444 mile): Budapesta – Szekszárd – Mohács – Osijek – Đakovo – Šamac – Zenica – Mostar – Metković

- E 77 – 1690 km (1056 mile): Pskov – Riga – Šiauliai – Tolpaki – Kaliningrad … Gdańsk – Elbląg – Varșovia – Radom – Kraków – Trstená – Ružomberok – Zvolen – Budapesta

- E 79 – 1160 km (725 mile): Miskolc – Debrecen – Berettyóújfalu – Oradea – Beiuș – Deva – Petroșani – Târgu Jiu – Craiova – Calafat … Vidin – Vraca – Botevgrad – Sofia – Blagoevgrad – Serres – Salonic

- E 81 – 990 km (619 mile): Mukacevo – Halmeu – Satu Mare – Zalău – Cluj-Napoca – Turda – Sebeș – Sibiu – Pitești – București - Constanța

- E 83 – 250 km (156 mile): Byala – Pleven – Jablanica – Botevgrad – Sofia

- E 87 – 2030 km (1269 mile): Odessa – Izmail – Reni – Galați – Tulcea – Constanța – Varna – Burgas – Malko Tarnovo – Dereköy – Kırklareli – Babaeski – Havsa – Keșan – Gelibolu – Ayvalık – İzmir – Selçuk – Aydın – Denizli – Acıpayam – Korkuteli – Antalya

- E 89 – 130 km (81 mile): Gerede – Kızılcahamam – Ankara

- E 91 – 170 km (106 mile): Toprakkale – İskenderun – Antakya – Yayladağ – Republica Arabă Siriană

- E 97 – 1150 km (719 mile): Cherson – Djankoy – Novorossiisk – Soci – Suhumi – Poti - (missing link) - Trabzon - Gümüshane - Askale

- E 99 – Sanliurfa - Diyarbakir - Bitlis - Doğubeyazit - Iğdir - Dilucu - Sadarak

#### Intermediare vest-est
- E 02 – Galway -Middleton-in-Teesdale - Oxford - Cambridge - Harwich -Ostend - Zoersel -Hoek van Holland - Bergen op Zoom - Nice

- E 02 – Galway -Middleton-in-Teesdale - Oxford - Dover - Calais - Paris - Lyon - Nice

- E 04 – 1590 km (994 mile): Helsingborg – Jönköping – Linköping – Norrköping – Södertälje – Stockholm – Uppsala – Sundsvall – Örnsköldsvik – Umeå – Luleå – Haparanda – Tornio

- E 06 – 3120 km (1950 mile): Trelleborg – Malmö – Helsingborg – Halmstad – Göteborg – Oslo – Hamar – Lillehammer – Dombås – Trondheim – Stjørdal – Steinkjer – Mosjøen – Mo i Rana – Rognan – Fauske … Ballangen – Narvik – Setermoen – Alta – Olderfjord – Lakselv – Karasjok – Varangerbotn – Kirkenes

- E 08 – 1410 km (881 mile): Tromsø – Nordkjosbotn – Skibotn – Kilpisjärvi – Kolari – Tornio – Kemi – Oulu – Kokkola – Vaasa – Pori – Turku

- E 12 – 910 km (569 mile): Mo i Rana – Umeå … Vaasa – Tampere – Hämeenlinna – Helsinki

- E 14 – 460 km (288 mile): Trondheim – Östersund – Sundsvall

- E 16 – 710 km (444 mile): Derry – Belfast … Glasgow – Edinburgh … Bergen – Arna – Voss … Lærdal – Tyin – Fagernes – Hønefoss – Sandvika – Oslo

- E 18 – 1890 km (1181 mile): Craigavon – Belfast – Larne … Stranraer – Gretna – Carlisle – Newcastle … Kristiansand – Arendal – Porsgrunn – Larvik – Sandefjord – Horten – Drammen – Oslo – Askim – Karlstad – Örebro – Västerås – Stockholm/Kapellskär … Mariehamn … Turku/Naantali – Helsinki – Kotka – Vaalimaa – Vyborg – Sankt Petersburg

- E 22 - 5320 km (3325 mile): Holyhead – Chester – Warrington – Manchester – Leeds – Doncaster – Immingham … Amsterdam – Groningen – Bremen – Hamburg – Lübeck – Rostock – Sassnitz … Trelleborg – Malmö – Kalmar – Norrköping … Ventspils – Riga – Rezekne – Velikie Luki – Moskva – Vladimir – Nizhny Novgorod - Kazan - Yelabuga - Perm - (Asia) - Yekaterinburg - Tyumen - Ishim

- E 24 – 230 km (144 mile): Birmingham – Cambridge – Ipswich

- E 26 – 280 km (175 mile): Hamburg – Berlin

- E 28 – 1230 km (769 mile): Berlin – Szczecin – Goleniów – Koszalin – Słupsk - Gdynia - Gdańsk – Kaliningrad – Tolpaki – Nesterov – Marijampolė – Vilnius – Minsk

- E 32 – 30 km (18.75 mile): Colchester – Harwich

- E 34 – 470 km (294 mile): Zeebrugge – Antwerp – Eindhoven – Venlo – Oberhausen – Dortmund – Bad Oeynhausen

- E 36 – 220 km (138 mile): Berlin – Lübbenau – Cottbus – Legnica

- E 38 – Glukhov - Kursk - Voronezh - Saratov - Uralsk - Aktobe - Karabutak - Aralsk - Novokazalinsk - Kîzîlorda - Șîmkent

- E 42 – 620 km (388 mile): Dunkerque – Lille – Mons – Charleroi – Namur – Liège – Sankt-Vith – Wittlich – Bingen – Wiesbaden – Frankfurt am Main – Aschaffenburg

- E 44 – 780 km (488 mile): Le Havre – Amiens – Charleville-Mezières – Luxemburg – Trier – Koblenz – Wetzlar – Gießen

- E 46 – 720 km (450 mile): Cherbourg-Octeville – Caen – Rouen – Reims – Charleville-Mezières – Liège

- E 48 – 350 km (219 mile): Schweinfurt – Bayreuth – Marktredwitz – Cheb – Karlovy Vary – Praga

- E 52 – 520 km (325 mile): Strasbourg – Appenweier – Karlsruhe – Stuttgart – Ulm – München – Salzburg

- E 54 – 860 km (537.5 mile): Paris – Chaumont – Mulhouse – Basel – Waldshut – Lindau – München

- E 56 – 310 km (194 mile): Nürnberg – Regensburg – Passau – Wels – Sattledt

- E 58 – 2200 km (1375 mile): Viena – Bratislava – Zvolen – Košice – Uzhgorod – Mukacheve – Halmeu – Suceava – Iași – Sculeni – Chișinău – Odessa – Mykolayiv – Cherson – Melitopol – Taganrog – Rostov-na-Donu

- E 62 – 1290 km (806 mile): Nantes – Poitiers – Mâcon – Geneva – Lausanne – Martigny – Sion – Simplon – Gravellona Toce – Milano – Tortona – Genova

- E 64 – 240 km (150 mile): Torino – Milano – Brescia

- E 66 – 650 km (406 mile): Fortezza – San Candido – Spittal an der Drau – Villach – Klagenfurt – Graz – Veszprém – Székesfehérvár

- E 68 – 510 km (319 mile): Szeged – Arad – Deva – Sibiu – Brașov

- E 72 – 250 km (156 mile): Bordeaux – Toulouse

- E 74 – 240 km (150 mile): Nice – Cuneo – Asti – Alessandria

- E 76 – 80 km (50 mile): Pisa - Migliarino – Florența

- E 78 – 270 km (169 mile): Grosseto – Arezzo – Sansepolcro – Fano

- E 82 – 380 km (237.5 mile): Porto – Vila Real – Bragança – Zamora – Tordesillas

- E 84 – 150 km (94 mile): Keșan – Tekirdağ – Silivri

- E 86 – 200 km (125 mile): Kristalopigi – Flórina – Vévi – Géfira

- E 88 - 640 km (400 mile): Ankara – Yozgat – Sivas – Refahiye

- E 92 – 320 km (200 mile)): Igoumenítsa – Ioánnina – Trikala – Larissa - Vólos

- E 94 – 110 km (66 mile): Corinth – Megara – Attiki Odos

- E 96 – 440 km (275 mile): İzmir – Usak – Afyon – Sivrihisar

- E 98 – 60 km (37.5 mile): Topboğazi – Kirikhan – Reyhanli – Cilvegözü → Siria

### Drumuri Clasa B
- E 134 – Haugesund – Røldal – Haukeli – Seljord – Kongsberg – Drammen

- E 136 – Ålesund – Tresfjord – Åndalsnes – Dombås

- E 201 – Cork – Portlaoise

- E 231 – Amsterdam – Amersfoort

- E 232 – Amersfoort – Hoogeveen – Groningen

- E 233 – Hoogeveen – Haselünne – Cloppenburg

- E 234 – Cuxhaven – Bremerhaven – Bremen – Walsrode

- E 251 – Sassnitz – Stralsund – Neubrandenburg – Berlin

- E 261 – Świecie – Poznań – Wrocław

- E 262 – Kaunas – Ukmerge – Daugavpils – Rezekne – Ostrov

- E 263 – Tallinn – Tartu – Võru – Luhamaa

- E 264 – Jõhvi – Tartu – Valga - Valka - Valmiera - Incukalns

- E 271 – Minsk – Babruysk - Homel

- E 272 – Klaipėda – Palanga – Šiauliai – Panevėžys – Ukmerge – Vilnius

- E 311 – Breda – Gorinchem – Utrecht

- E 312 – Vlissingen – Breda – Eindhoven

- E 313 – Antwerp – Liège

- E 314 – Leuven – Hasselt – Heerlen – Aachen *E 331 – Dortmund – Kassel

- E 371 – Radom – Rzeszów – Barwinek – Vyšný Komárnik – Svidnik – Prešov

- E 372 – Varșovia – Lublin – Lviv

- E 373 – Lublin – Kovel – Rivne – Kiev

- E 391 – Trosna – Glukhkov

- E 401 – Saint-Brieuc – Caen

- E 402 – Calais – Rouen – Le Mans

- E 403 – Zeebrugge – Bruges – Roeselare – Kortrijk – Tournai

- E 404 – Jabbeke – Zeebrugge

- E 411 – Bruxelles – Metz

- E 420 – Nivelles – Charleroi – Reims

- E 421 – Aachen – Sankt-Vith – Luxemburg

- E 422 – Trier – Saarbrücken

- E 429 – Tournai – Halle

- E 441 – Chemnitz – Plauen – Hof (E 51)

- E 442 – Karlovy Vary – Teplice – Turnov – Hradec Králové – Olomouc – Žilina

- E 451 – Gießen – Frankfurt am Main – Mannheim

- E 461 – Svitavy – Brno – Viena

- E 462 – Brno – Olomouc – Český Těšín - Katowice – Kraków

- E 471 – Mukacheve – Lviv

- E 501 – Le Mans – Angers

- E 502 – Le Mans – Tours

- E 511 – Courtenay – Troyes

- E 512 – Remiremont – Mulhouse

- E 531 – Offenburg – Donaueschingen

- E 532 – Memmingen – Füssen

- E 533 – München – Garmisch-Partenkirchen – Mittenwald – Seefeld in Tirol – Innsbruck

- E 551 – České Budějovice – Humpolec

- E 552 – München – Braunau am Inn – Wels – Linz

- E 571 – Bratislava – Zvolen – Košice

- E 572 – Trenčín – Žiar nad Hronom

- E 573 – Püspökladány – Nyíregyháza – Chop – Uzhhorod

- E 574 – Bacău – Brașov – Pitești – Craiova

- E 575 – Bratislava – Dunajská Streda – Medved'ov – Vámosszabadi – Győr

- E 576 – Cluj-Napoca – Suceava

- E 577 - Ploiești - Buzău

- E 578 – Sărățel – Reghin – Toplița – Gheorgheni – Miercurea Ciuc – Sfântu Gheorghe – Chichiș

- E 581 – Tișița – Tecuci – Albița – Leușeni – Chișinău – Odessa

- E 583 – Săbăoani – Iași – Bălți – Mohyliv-Podilskyi – Vinnytsia – Zhitomir

- E 584 – Poltava – Kirovohrad – Chișinău – Giurgiulești – Galați – Slobozia

- E 592 – Krasnodar – Djoubga

- E 601 – Niort – La Rochelle

- E 602 – La Rochelle – Saintes

- E 603 – Saintes – Angoulême – Limoges

- E 604 – Tours – Vierzon

- E 606 – Angoulême – Bordeaux

- E 607 – Digoin – Chalon-sur-Saône

- E 611 – Lyon – Pont-d'Ain

- E 612 – Ivrea – Turin

- E 641 – Wörgl – Sankt Johann in Tirol – Lofer – Salzburg

- E 651 – Altenmarkt im Pongau – Liezen

- E 652 – Klagenfurt – Loibl Pass – Naklo

- E 653 – Letenye - Torniyiszentmiklós

- E 661 – Balatonkeresztúr – Nagyatád – Barcs – Virovitica – Okučani – Banja Luka – Jajce – Donji Vakuf – Zenica

- E 662 – Subotica – Sombor – Osijek

- E 671 – Timișoara – Arad – Oradea – Satu Mare

- E 673 – Lugoj – Ilia

- E 675 – Agigea – Negru Vodă – Kardam

- E 691 – Ashtarak - Gumri – Ashotsk - Vale – Turkgözü - Posof - Kars - Horasan

- E 692 – Batumi – Samtredia

- E 711 – Lyon – Grenoble

- E 712 – Geneva – Chambéry – Marseille

- E 713 – Valence – Grenoble

- E 714 – Orange – Marseille

- E 717 – Turin – Savona

- E 751 – Rijeka – Pula – Koper

- E 761 – Bihać – Jajce – Donji Vakuf – Zenica – Sarajevo – Užice – Čačak – Kraljevo – Kruševac – Pojate – Paraćin – Zaječar

- E 762 – Sarajevo – Podgorica → Albania

- E 763 – Belgrad – Čačak – Nova Varos – Bijelo Polje

- E 771 – Drobeta-Turnu Severin – Niš

- E 772 – Jablanica – Veliko Tarnovo – Shumen

- E 773 – Popovica – Stara Zagora – Burgas

- E 801 – Coimbra – Viseu – Vila Real – Chaves – Verín

- E 802 – Bragança – Guarda – Castelo Branco – Portalegre – Évora – Beja – Ourique

- E 803 – Salamanca – Mérida – Sevilla

- E 804 – Bilbao – Logroño – Zaragoza

- E 805 – Famalicão – Chaves

- E 806 – Torres Novas – Abrantes – Castelo Branco – Guarda

- E 821 – Roma – San Cesareo

- E 840 – Sassari – Olbia … Civitavecchia – E 80

- E 841 – Avellino – Salerno

- E 842 – Napoli – Avellino – Benevento – Canosa di Puglia

- E 843 – Bari – Taranto

- E 844 – Spezzano Albanese – Sibari

- E 846 – Cosenza – Crotone

- E 847 – Sicignano degli Alburni – Potenza – Metaponto

- E 848 – Sant'Eufemia Lamezia – Catanzaro

- E 851 – Petrovac → Albania → Prizren – Priština

- E 852 – Ohrid → Albania

- E 853 – Ioánnina → Albania

- E 871 – Sofia – Kjustendil – Kumanovo

- E 881 – Izmit - Bursa - Balikesir - Manisa - Izmir - Cesme

- E 901 – Madrid – Valencia

- E 902 – Jaén – Granada – Málaga

- E 903 (nu mai există) – Girne (Kyrenia) – Nicosia – Limassol

- E 931 – Mazara del Vallo – Gela

- E 932 – Buonfornello – Enna – Catania

- E 933 – Alcamo – Trapani

- E 951 – Ioánnina – Árta – Agrinio – Mesolóngi

- E 952 – Aktio – Vónitsa – Amfilochia – Karpenisi – Lamia

- E 961 – Tripoli – Sparti – Githio

- E 962 – Elefsina – Thiva

- E 001 – Tbilisi – Bagratashe – Vanatzor

- E 002 – Alyat - Saatli - Mehgri - Ordubad - Djulfa - Nakhchivan – Sadarak

- E 003 – Uchkuduk – Dașoguz – Ashgabat – Gaudan

- E 004 – Kzylorda – Uchkuduk – Buchara

- E 005 – Guza – Samarkand

- E 006 – Ayni – Kokand

- E 007 – Tashkent – Kokand – Andijan – Osh – Irkeshtam

- E 008 – Dushanbe - Kulab - Kalaikhumb - Khorog – Murghab - Kulma - China

- E 009 – Jirgatal – Khorog – Ishkashim – Lyanga – China

- E 010 – Osh – Bishkek

- E 011 – Kokpek - Kegen – Tyup

- E 012 – Almatî - Kokpek - Chundzha - Koktal - Khorgos

- E 013 – Sary-Ozek – Koktal

- E 014 – Usharal – Druzhba

- E 015 – Taskesken – Bakhty

- E 016 – Zapadnoe - Zhaksy - Atbasar – Astana

- E 017 – Yelabuga – Ufa

- E 018 – Zhezkazgan – Karagandî - Pavlodar - Uspenka

- E 019 – Petropavl – Zapadnoe